# پیس-لوساپ
پیس-لوساپ یک روستا و منطقه شهرداری در ایالت چوک در کشور ایالات فدرال میکرونزی است.